# McLaren MP4/12
O MP4/12 foi o modelo da McLaren da temporada de 1997 da F1. Condutores: Mika Hakkinen e David Coulthard.
Este modelo teve como características dois pedais de freios, no qual um deles servia para frear uma das rodas traseiras, a escolha do piloto. Também foi marcado pela pintura preta e prata da West, em substituição a pintura vermelha e branca da Marlboro. Foi responsável na primeira prova da temporada de 1997, Austrália, e com David Coulthard, em quebrar o jejum de vitórias da McLaren, que tinha vencido sua última corrida com Ayrton Senna no GP Austrália de 1993, que também foi a última da vida do piloto brasileiro.

## Resultados[2]
(legenda) (em negrito indica pole position e itálico volta mais rápida)
| Ano  | Chassi | Motor                | Pneus | N° | Pilotos         | 1   | 2   | 3   | 4   | 5   | 6   | 7   | 8   | 9   | 10  | 11  | 12  | 13  | 14  | 15  | 16  | 17  | Pontos | Posição |  |
| ---- | ------ | -------------------- | ----- | -- | --------------- | --- | --- | --- | --- | --- | --- | --- | --- | --- | --- | --- | --- | --- | --- | --- | --- | --- | ------ | ------- |  |
|      |        |                      |       |    |                 |     |     |     |     |     |     |     |     |     |     |     |     |     |     |     |     |     |        |         |  |
|      |        |                      |       |    |                 | AUS | BRA | ARG | SMR | MON | ESP | CAN | FRA | GBR | GER | HUN | BEL | ITA | AUT | LUX | JPN | EUR |        |         |  |
| 1997 | MP4/12 | Mercedes FO 110E V10 | G     | 9  | Mika Hakkinen   | 3   | 4   | 5   | 6   | Ret | 7   | Ret | Ret | Ret | 3   | Ret | DSQ | 9   | Ret | Ret | 4   | 1   | 63     | 4º      |  |
| 1997 | MP4/12 | Mercedes FO 110E V10 | G     | 10 | David Coulthard | 1   | 10  | Ret | Ret | Ret | 6   | 7   | 7†  | 4   | Ret | Ret | Ret | 1   | 2   | Ret | 10† | 2   | 63     | 4º      |  |

† Completou mais de 90% da distância da corrida.